# Embriogènesi

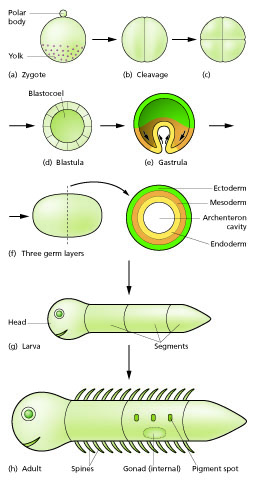
Embriogènesi

L'embriogènesi (d'embrió + gènesi) és el complex procés generatiu que condueix a la formació d'un organisme pluricel·lular, vegetal o animal, a partir del zigot.

## Vertebrats
En els animals vertebrats l'embriogènesi es divideix en quatre grans fases seqüencials: 
1. Segmentació: el zigot és dividit per mitosis successives fins a aconseguir l'estat de blastocist.
2. Gastrulació: creació d'una invaginació en el blastocel que més tard donarà lloc a l'anus.

En aquest estat l'embrió es diferencia en tres capes germinals:ectoderma, mesoderma i endoderma.
1. Neurulació: aparició d'una línia en l'eix rostre-cabal formada per les crestes neurals que s'unixen per a formar el tub neural, esbós de la medul·la espinal i de l'encèfal.
2. Organogènesi: procés que comprèn la formació dels diferents òrgans de l'embrió per la diferenciació i maduració dels diversos teixits.